# Мойхорасъёхан
Мойхорасъёхан (Хутькаяха) (устар. Кутку-Яга) — река в Ханты-Мансийском АО России. Устье реки находится в 65 км по правому берегу реки Хойёган. Длина реки составляет 11 км.

## Данные водного реестра
По данным государственного водного реестра России относится к Верхнеобскому бассейновому округу, водохозяйственный участок реки — Обь от города Нефтеюганск до впадения реки Иртыш, речной подбассейн реки — Обь ниже Ваха до впадения Иртыша. Речной бассейн реки — (Верхняя) Обь до впадения Иртыша.